# Back on Top (canción)
«Back on Top» es una canción del músico norirlandés Van Morrison publicada en el álbum homónimo de 1999 y como sencillo el mismo año.
Al igual que su sencillo predecesor, "Precious Time", la canción presenta un ritmo rápido y una letra optimista sobre el éxito en las relaciones personales y profesionales.
La reseña de Allmusic destaca de "Back on Top" que "oscila con tal facilidad que uno está tentado a mirar y dar por seguro que no ha puesto Moondance por error".
En varios de sus conciertos, Morrison aparece en escena tocando la armónica mientras el resto de la banda interpreta "Back on Top".
"Back on Top" fue también publicada en los álbumes recopilatorios de 2007 The Best of Van Morrison Volume 3 y Still on Top - The Greatest Hits. Una versión en directo fue incluida en el álbum de edición limitada Live at Austin City Limits Festival.

## Personal
- Van Morrison: voz y armónica.
- Fiachra Trench: piano.
- Geraint Watkins: órgano Hammond.
- Mick Green: guitarra eléctrica y acústica.
- Ian Jennings: contrabajo.
- Bobby Irwin: batería.
- Pee Wee Ellis: saxofón tenor.
- Brian Kennedy: coros.